# Національна бібліотека Чеченської Республіки
Національна бібліотека Чеченської Республіки імені Абузара Айдамірова — перша публічна бібліотека Грозного, заснована в 1904 році. У 1920 році була переведена на державне фінансування, а в 1929 році, коли Грозний став центром Чеченської автономної області, набула статусу обласної. У 1936 році Чечено-Інгуська область була перетворена в республіку, а бібліотека набула статусу республіканської. У 2013 році з нагоди 80-річчя від дня народження Народного письменника Чечні Абузара Айдамірова Національній бібліотеці було надано його ім'я.

## Історія

### Становлення
Республіканська універсальна наукова бібліотека відкрилася у жовтні 1904 року завдяки зусиллям вчителів Пушкінського училища Грозного. Книжковий фонд спочатку повністю формувався з пожертв містян. До захоплення Радянською владою бібліотека була однією з небагатьох культурних установ Грозного. До революційних подій 1917 року її фонд становив понад 14 тисяч книг та журналів, бібліотеку відвідувало 1172 читачі.
У 1920 році бібліотека була переведена на державне фінансування. Після того, як Грозний, що раніше був окремою адміністративною одиницею, був приєднаний до Чеченської автономної області, бібліотека отримала статус обласної.
У 1927 році працівниця бібліотека Раїса Миколаївна Кононенко взяла участь у першому Всесоюзному з'їзді хатників, який відбувся в Москві. У 1934 році Чеченська та Інгуська автономні області були об'єднані в Чечено-Інгуську автономну область. Тоді ж директором бібліотеки призначено Івана Васильовича Сергєєва, який обіймав цю посаду до 1964 року.
У 1936 році Чечено-Інгушська область була перетворена в республіку, а бібліотека набула статусу республіканської.

### Німецько-радянська війна
У січні 1943 року через наближення лінії фронту до кордонів Чечено-Інгушетії бібліотека тимчасово припинила свою роботу. Бібліотека знову відкрилася у вересні цього року. У роки депортації чеченців та інгушів працівники сховали й зберегли у фондах велику кількість літератури чеченською та інгушською мовами, яка, згідно з офіційною політикою, що проводилася тоді, підлягала знищенню.

### Післявоєнний період

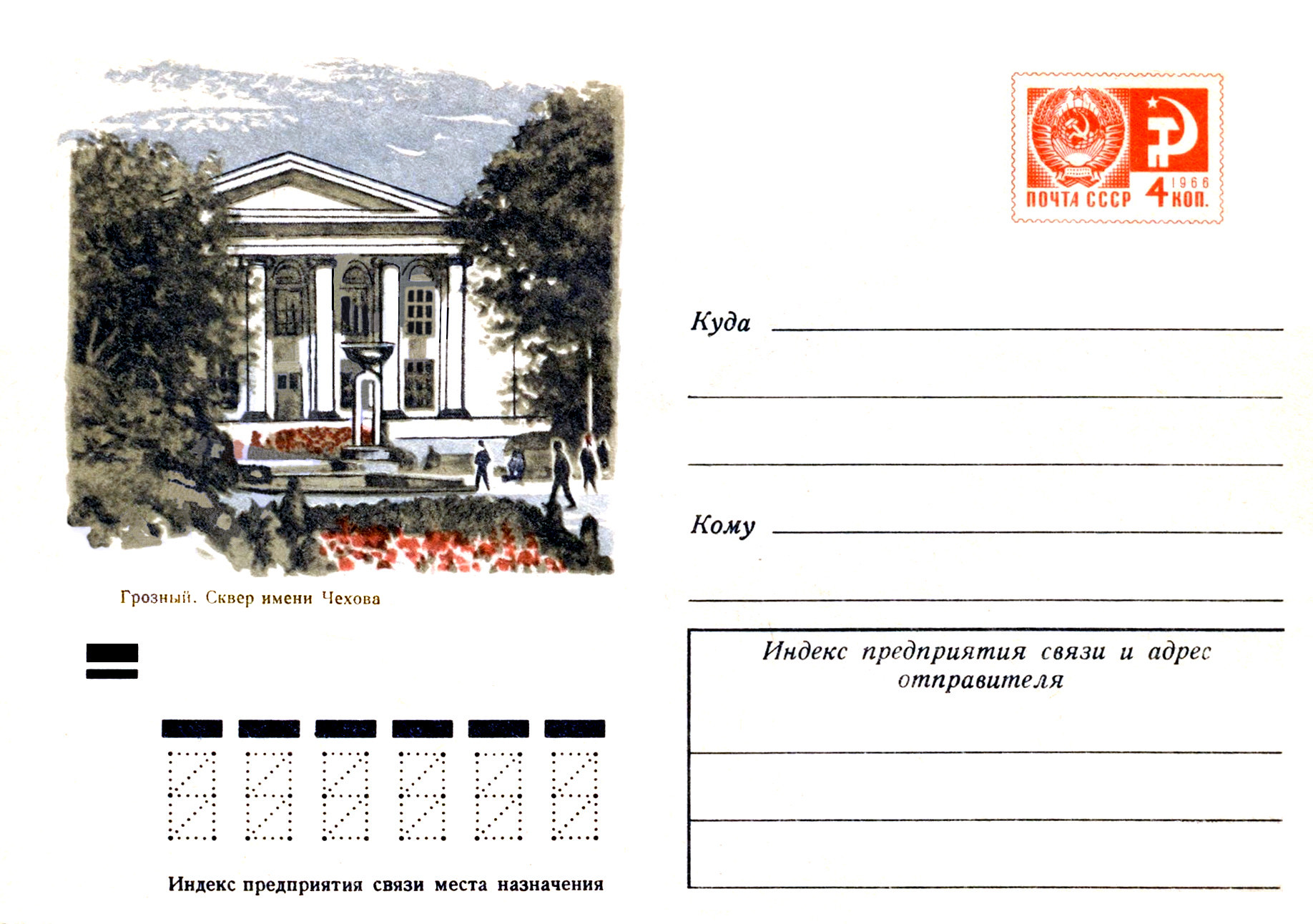
«Грозний. Сквер імені Чехова». Художній маркований конверт СРСР. 1971 р.

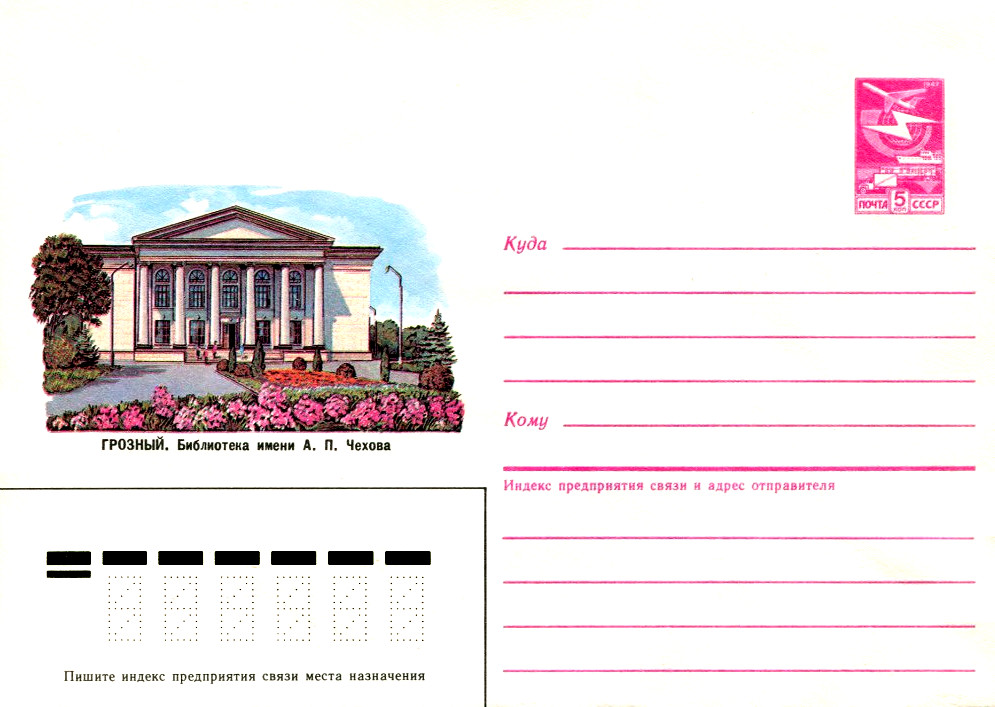
«Грозний. Бібліотека імені Чехова». Художній маркований конверт СРСР. 1985 р.

11 липня 1945 року у зв'язку з 40-річчям смерті Антона Чехова бібліотеці було надано його ім'я. 1964 року директором бібліотеки стала Голікова Інна Федорівна. У січні 1966 року у сквері імені А. П. Чехова було відкрито нову будівлю бібліотеки.
У 1980 році вперше директором було призначено чеченку — заслуженого працівника культури ЧІАРСР та РРФСР Габісова Тамару Пацівну, одну з перших національних фахівців, яка закінчила Ленінградський державний інститут культури імені Н.К. Крупської.
У 1983 році бібліотеці було надано статус Державної універсальної наукової бібліотеки. У 1980-х роках до бібліотеки щороку надходило до 35 тисяч екземплярів книг, 60 назв газет та 485 назв журналів. Загальний фонд бібліотеки на початок 1990-х сягнув 2,65 млн. одиниць зберігання. Фонди бібліотеки становили унікальні видання краєзнавчого характеру; повний комплект патентів соціалістичних країн, що входили до Ради економічної взаємодопомоги; приблизно 10 тисяч видань, визнаних бібліографічною рідкістю.
У 1989 році було відкрито доступ до раніше закритої частини так званого «спецфонду» літератури. Архів місцевого друку налічував понад 10 тисяч екземплярів. У ньому було зібрано всю республіканську друковану продукцію з 1957 року — від візитних карток до книг. Багатонаціональний колектив бібліотеки складався зі 136 фахівців. У бібліотеці велася науково-дослідна робота. У 1988 перший аспірант Едільбек Хасмагомадов захистив кандидатську дисертацію на тему «Розвиток книговидавничої справи в Чечено-Інгушетії (1917—1941 роки)».
Багато років бібліотека була базою для організації практики студентів бібліотечних відділень Краснодарського інституту культури, Дагестанського університету та Московського інституту культури.

### Пострадянський період

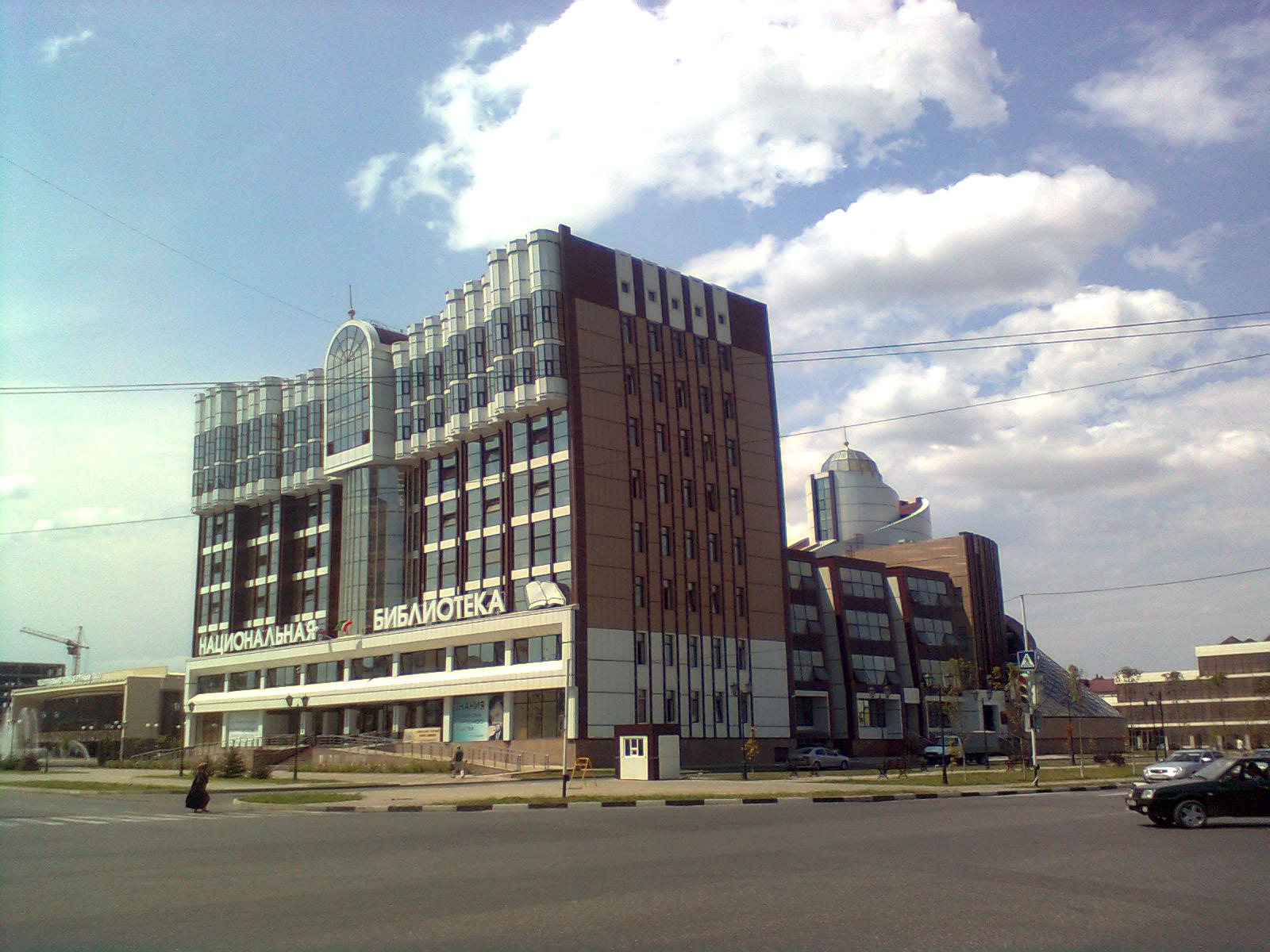
Національна бібліотека Чеченської Республіки

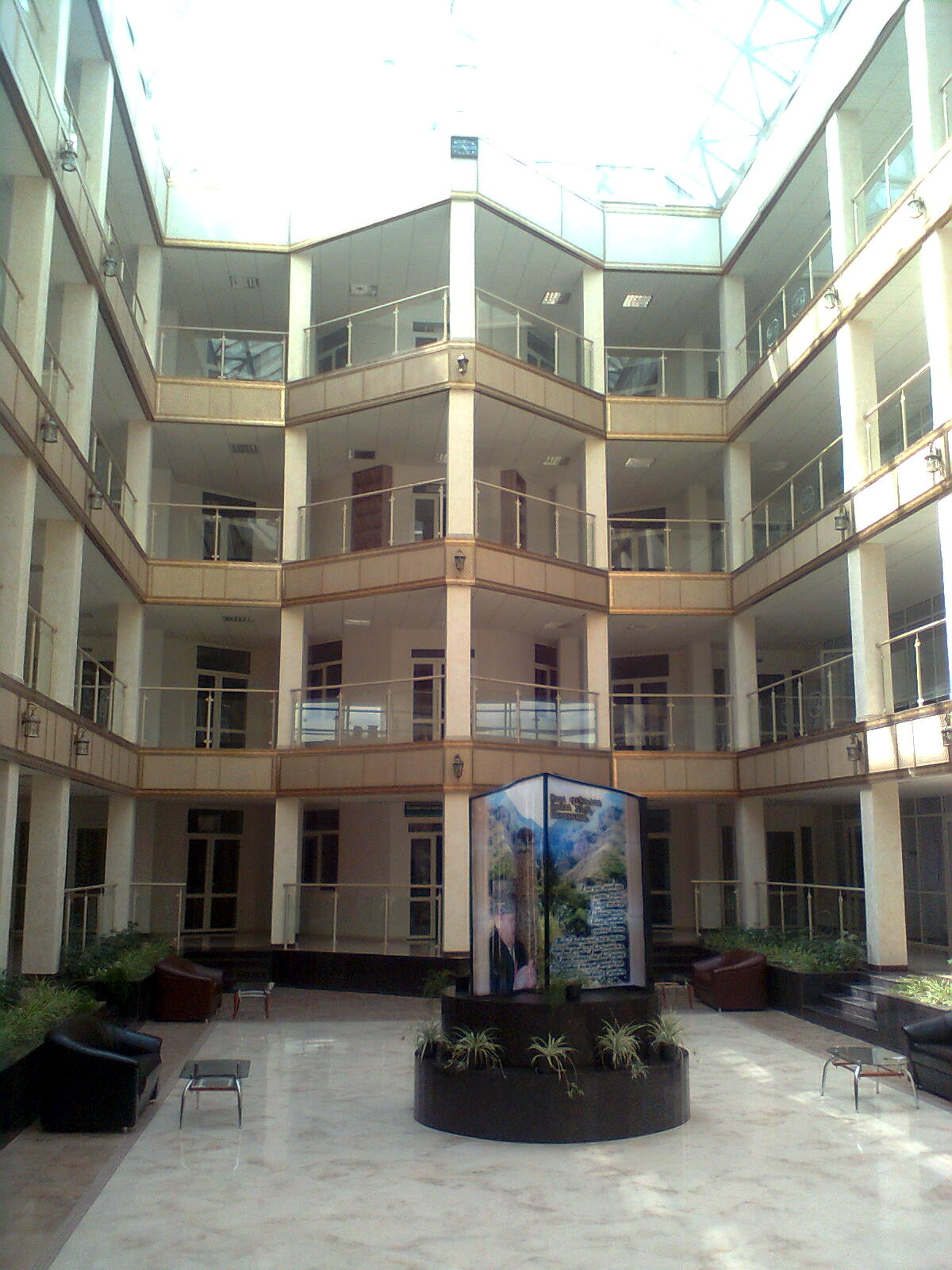
Національна бібліотека Чеченської Республіки. Зимовий сад.

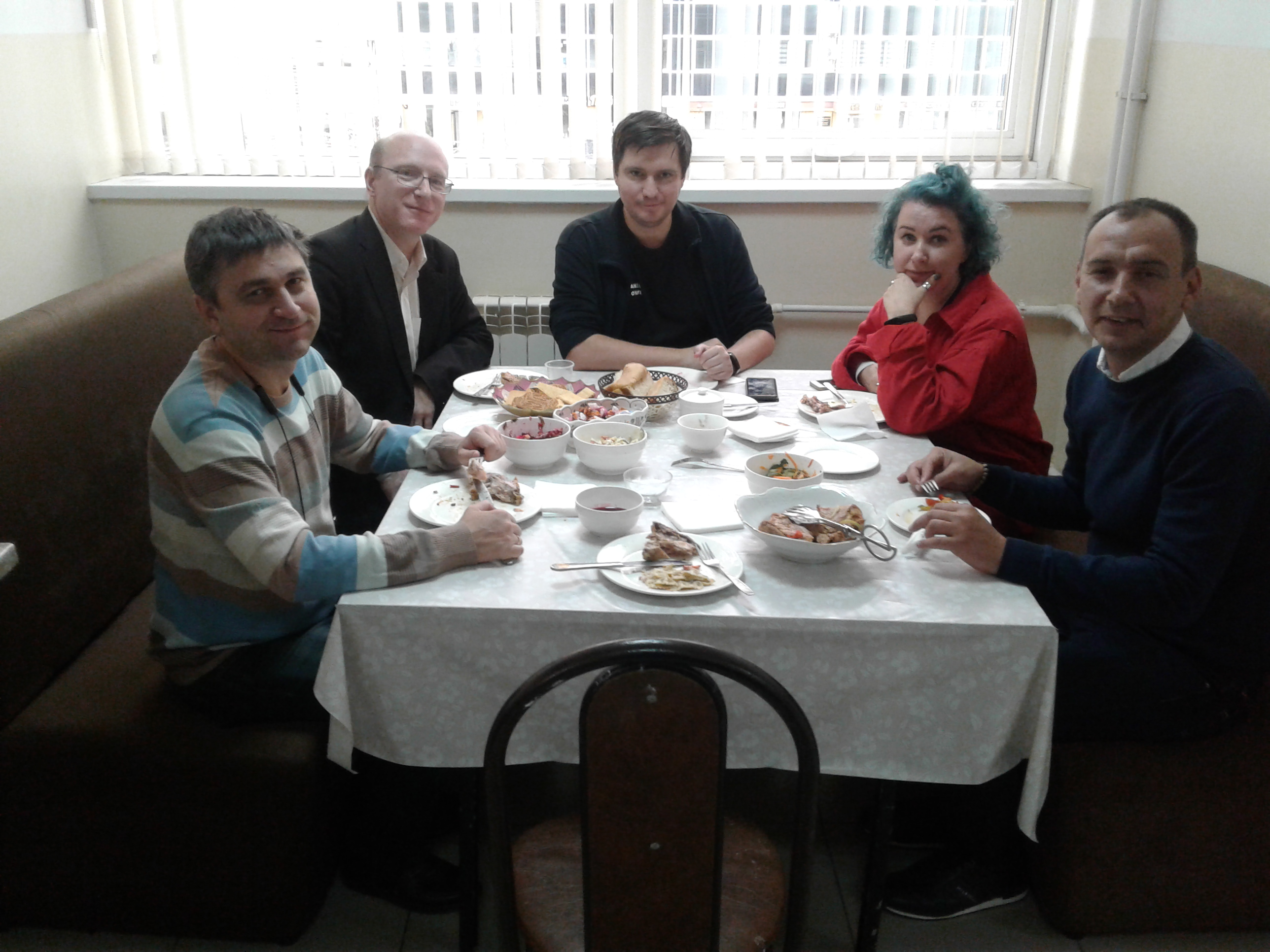
Представники «Вікімедіа РУ» на «Північокавказькому Вікі-семінарі 2020» у Національній бібліотеці. Кавабрейк.

У 1993 директором бібліотеки був призначений кандидат історичних наук Еділбек Хасмагомадов.
Унаслідок військових дій 1994—1995 років бібліотека була повністю зруйнована, а її унікальні фонди — розграбовані та спалені.
Бібліотека відновила роботу у непристосованих приміщеннях під трибуною міського стадіону ручних ігор. 12 грудня 1995 року постановою Уряду національного відродження ЧР їй було надано статус Національної бібліотеки ЧР.
Новий фонд бібліотеки поповнювався рахунок літератури, безоплатно переданої бібліотеками Дагестану, Кабардино-Балкарії, Ставрополя, Москви. Велику допомогу надали вцілілі бібліотеки Чеченської Республіки. У дар свої книги приносили багато жителів Грозного та інших населених пунктів Чеченської Республіки.
З 2005 року Національна бібліотека займала другий поверх у будівлі Республіканського центру мистецтва та культури. Книжковий фонд бібліотеки сягнув на той час 23 тисячі екземплярів, середньорічне число читачів перевищило 3 тисячі осіб.
23 березня 2013 року відбулося відкриття нової будівлі бібліотеки. Воно розташовується у центрі Грозного. Його загальна площа становить понад 13 тисяч квадратних метрів. 30 жовтня 2013 року з нагоди 80-річчя від дня народження Народного письменника Чеченської Республіки Абузара Айдамірова Національній бібліотеці було надано його ім'я. У цьому будинку розташовується Республіканська дитяча бібліотека Чеченської Республіки.
На фестивалі «Традиції та новаторство в архітектурі Північного Кавказу», що відбувся у 2013 році в Нальчику, проект будівлі Національної бібліотеки ЧР став переможцем у номінації «Будівля».
У березні 2017 року було відкрито доступ до електронних фондів бібліотеки.
10 листопада 2019 року у Національній бібліотеці відбувся перший Північнокавказький Вікі-семінар.
7 листопада 2020 року в бібліотеці відбувся «Північнокавказький Вікі-семінар 2020».

## Керівники бібліотеки
- 1934—1964 — Іван Васильович Сергєєв;
- 1964—1978 — Інна Федорівна Голікова;
- 1978—1980 — Поліна Сергіївна Горбунова;
- 1980—1993 — Тамара Пацівна Габісова;
- 1993—2014 — Еділбек Хамідович Хасмагомадов;
- 2014 — т. ч. — Сацита Магомедівна Ісраїлова[16].

## У філателії
У 1971 та 1985 роках у СРСР було випущено художні марковані конверти із зображенням тогочасної будівлі бібліотеки.

### Книги
- Альтимирова З. Х-А. Национальная библиотека: история и современность (1904—2004). Библиографический указатель. — Шаблон:Гр. : ГУП «Книжное издательство», 2004. — 200 прим.
- Ваксман Александр. Записки краеведа. — Шаблон:Гр. : Чечено-Ингушское книжное издательство, 1984. — С. 19—21. — 5000 прим.
- Музакаев Дикалу. Чеченская культура — от традиционности к современности. — Шаблон:Гр. : ФГУП «Издательско-полиграфический комплекс», 2012. — 280 с. — 800 прим.
- Чечня: право на культуру. — М. : «Полинформ-Талбури», 1999. — С. 25—28. — 1500 прим.

### Статті
- Абалаева Малика. . — № 105(2289).
- Абалаева Малика. . — № 20.
- Абалаева Малика. Храму науки — 110 лет! // Вести республики : газета. — 2014. — № 133. — С. 3.
- Альтамирова Зура. В нашей памяти навсегда // Вести республики : газета. — 2014. — № 146.
- Аюбов Замид. Здание Национальной библиотеки — лучшее на Северном Кавказе // Вести республики : газета. — 2013. — № 212.
- Аюбов Замид. Сохраним дух Абузара Айдамирова // Молодёжная смена : газета. — 2014. — № 15.
- Махмудова Тамара. Адамийн синкхачин хазна :  [] // Даймохк : газета. — 2013. — № 58.
- Махмудова Тамара. Национальная библиотека — вековая история // Нана : журнал. — 2005. — № 4. — С. 49—55.
- Муртазалиева Асет. Когда мечты сбываются // Культура Чеченской Республики : журнал. — 2013. — № 1 (11).
- Муртазалиева Асет. Служение книге // Грозненский рабочий : газета. — 2009. — № 20.
- Нухаев Магомед. Читательская конференция // Молодёжная смена : газета. — 2005. — № 32 (235). — С. 5.
- Осмаев Мовла. Вековой юбилей чеченской библиотеки // Вестник Лам : журнал. — 2004. — № 6. — С. 26—28.
- Печальный юбилей Национальной библиотеки // Вестник Лам : журнал. — 2004. — № 3. — С. 24—31.

- Сапарова Седа. Наш многонациональный мир // Вести республики : газета. — 2013. — № 212. — С. 4.
- Саралиева Табарик. Къоман библиотекан селхане а, тахане а :  [] // Даймохк : газета. — 2014. — № 60. — С. 3.
- Усманова Малика. Скажи, что читаешь, и я скажу, кто ты // Вести республики : газета. — 2013. — № 12 июля.
- Уциева Шайман. Библиотеки Чечни вчера и сегодня: работа библиотек в экстремальный условиях // Вайнах : журнал. — 2003. — № 7. — С. 35—37.
- Фёдорова Зинаида. Библионочь // Столица плюс : газета. — 2013. — № 47—48. — С. 7.
- Фёдорова Зинаида. Д. Лихачёв: От библиотекарей зависит образование страны, её культура // Столица плюс : газета. — 2014. — № 47. — С. 3.
- Фёдорова Зинаида. Национальная библиотека отметила свой вековой юбилей // Столица плюс : газета. — 2004. — № 100.
- Чечня читающая? // Молодёжная смена : газета. — 2006. — № 32. — С. 5.
- Шадиева Людмила. Слово о наставниках // Вестник Лам : журнал. — 2005. — № 1. — С. 31—33.
- Юделева Инга. Хранилище интеллекта // Молодёжная смена : газета. — 2013. — № 41(1075).